# Natation aux Jeux africains de 1978
Navigation
Jeux africains 1973 Jeux africains 1987
Les compétitions de natation des Jeux africains de 1978 d'Alger ont comporté 26 épreuves. La Tunisie a survolé la compétition avec 20 titres sur 26. Ses deux chefs de file Ali Gharbi et Myriam Mizouni (8 médailles d’or pour chacun d’eux) se sont particulièrement distingués. Au total 11 records d’Afrique ont été battus.  

## Médaillés

### Hommes
| Épreuves               | Or                              | Argent                           | Bronze                         |
| Nage libre             | Nage libre                      | Nage libre                       | Nage libre                     |
| ---------------------- | ------------------------------- | -------------------------------- | ------------------------------ |
| 100 m                  | Ali Gharbi 55 s 94              | Bernard Gueye 55 s 86            | John Ebito 55 s 42             |
| 200 m                  | Ali Gharbi 1 min 56 s 20        | Habib Soukni 2 min 2 s 77        | Khaled Abu Gabal 2 min 3 s 59  |
| 400 m                  | Ali Gharbi 4 min 8 s 20         | Khaled Abu Gabal 4 min 23 s 11   | Habib Soukni 4 min 24 s 79     |
| 1 500 m                | Ali Gharbi 16 min 45 s 81       | Samir Bouchlaghem 17 min 15 s 27 | Habib Soukni 17 min 30 s 25    |
| Dos                    |                                 |                                  |                                |
| 100 m                  | Ali Gharbi 1 min 3 s 37         | Sherif Amine 1 min 6 s 25        | Youssef Sahnoune 1 min 6 s 27  |
| 200 m                  | Ali Gharbi 2 min 20 s 20        | Samir Bouchlaghem 2 min 21 s 68  | Raouf Nour 2 min 23 s 16       |
| Brasse                 |                                 |                                  |                                |
| 100 m                  | Mohamed Farag 1 min 11 s 86     | Achraf Farah 1 min 12 s 53       | Chadly Wahbi 1 min 13 s 34     |
| 200 m                  | Hédi Belhassen 2 min 39 s 87    | Djamel Yahiouche 2 min 41 s 75   | Mohamed Farag 2 min 43 s 61    |
| Papillon               |                                 |                                  |                                |
| 100 m                  | John Ebito 58 s 51              | Ali Gharbi 1 min 0 s 44          | Bernard Gueye 1 min 0 s 71     |
| 200 m                  | Samir Bouchlaghem 2 min 14 s 12 | Magdy Lashine 2 min 16 s 60      | Ahmed Eid 2 min 17 s 99        |
| Quatre nages           |                                 |                                  |                                |
| 400 m                  | Samir Bouchlaghem 5 min 1 s 48  | Sharif Amine 5 min 8 s 73        | Youssef Sahnoune 5 min 13 s 43 |
| Relais                 |                                 |                                  |                                |
| 4 × 200 m nage libre   | Tunisie 8 min 25 s 23           | Égypte 8 min 32 s 53             | Algérie 8 min 36 s 78          |
| 4 × 100 m quatre nages | Tunisie 4 min 13 s 17           | Algérie 4 min 16 s 76            | Nigeria 4 min 17 s 32          |

### Femmes
| Épreuves               | Or                                 | Argent                          | Bronze                       |
| Nage libre             | Nage libre                         | Nage libre                      | Nage libre                   |
| ---------------------- | ---------------------------------- | ------------------------------- | ---------------------------- |
| 100 m                  | Myriam Mizouni 1 min 2 s 45        | Zaza Affane 1 min 3 s 49        | Azza Senjar 1 min 3 s 73     |
| 200 m                  | Myriam Mizouni 2 min 13 s 45       | Azza Senjar 2 min 16 s 45       | Zaza Affane 2 min 19 s 43    |
| 400 m                  | Myriam Mizouni 4 min 37 s 46       | Azza Senjar 4 min 43 s 11       | Zaza Affane 4 min 49 s 58    |
| 800 m                  | Myriam Mizouni 9 min 39 s 66       | Azza Senjar 9 min 46 s 09       | Meriem Farid 10 min 2 s 52   |
| Dos                    |                                    |                                 |                              |
| 100 m                  | Myriam Mizouni 1 min 12 s 33       | Ahlem Gheribi 1 min 12 s 93     | Amina Chenik 1 min 14 s 50   |
| 200 m                  | Ahlem Gheribi 2 min 37 s 98        | Lamia Nabil 2 min 40 s 06       | Amina Chenik 2 min 41 s 23   |
| Brasse                 |                                    |                                 |                              |
| 100 m                  | Mammah Enuwozo Ngozi 1 min 22 s 39 | Royal Ebi 1 min 24 s 36         | Donyazad Hakem 1 min 24 s 57 |
| 200 m                  | Mammah Enuwozo Ngozi 3 min 0 s 62  | Fatiha Bousoufiane 3 min 2 s 95 | Rym Zouaoui 3 min 3 s 67     |
| Papillon               |                                    |                                 |                              |
| 100 m                  | Zaza Affane 1 min 9 s 17           | Lamia Nabil 1 min 10 s 09       | Myriam Mizouni 1 min 10 s 62 |
| 200 m                  | Faten Afifi 2 min 34 s 86          | Zaza Affane 2 min 35 s 45       | Myriam Mizouni 2 min 36 s 17 |
| Quatre nages           |                                    |                                 |                              |
| 400 m                  | Myriam Mizouni 5 min 25 s 45       | Zaza Affane 5 min 32 s 60       | Meriem Farid 5 min 38 s 37   |
| Relais                 |                                    |                                 |                              |
| 4 × 100 m nage libre   | Tunisie 4 min 19 s 67              | Égypte 4 min 23 s 77            | Algérie 4 min 24 s 84        |
| 4 × 100 m quatre nages | Tunisie 4 min 55 s 57              | Égypte 5 min 0 s 97             | Algérie 5 min 4 s 04         |

## Tableau des médailles
| Rang | Nation        | Or | Argent | Bronze | Total |
| ---- | ------------- | -- | ------ | ------ | ----- |
| 1    | Tunisie       | 20 | 5      | 7      | 32    |
| 2    | Nigeria       | 3  | 1      | 2      | 6     |
| 3    | Égypte        | 2  | 13     | 7      | 22    |
| 4    | Algérie       | 1  | 6      | 8      | 15    |
| 5    | Côte d'Ivoire | 0  | 1      | 1      | 2     |
| 6    | Maroc         | 0  | 0      | 1      | 1     |
|      | Total         | 26 | 26     | 26     | 78    |

## Source
- « Les Jeux de l'unité », El Djeich, no 183,‎ août 1978, p. 39-48